# Manises
Manises és un municipi del País Valencià situat a la comarca de l'Horta Sud. En 2018 tenia 30.693 habitants, és famós per la ceràmica que s'hi fabrica i és conegut perquè al terme municipal hi ha l'aeroport de València.

## Geografia
Situat a l'extrem occidental de l'Horta de València, a la ribera dreta del riu Túria.
Des de València, per carretera, es pot accedir a Manises a través de l'A-3 i la V-11. Amb transport públic, les línies 3, 5 i 9 del metro comuniquen la localitat i l'aeroport de València, situat al terme municipal maniser, amb la capital, València, i amb Riba-Roja de Túria.
El terme municipal de Manises limita amb les localitats de Quart de Poblet, Paterna, i Riba-roja de Túria, totes de la província de València.

## Història
Hi ha indicis d'activitat al terme de Manises durant l'època romana, representats per les restes arqueològiques trobades i per la possible romanitat d'obres d'enginyeria hidràulica com l'aqüeducte dels Arcs o la séquia dels Alcavons.
L'origen de la població és musulmà. Els musulmans crearen un centre ceràmic molt important.
Després de ser conquistat, fon donat el 7 de juliol de 1237 pel rei Jaume I el Conqueridor a Artal de Luna. La seua família continuà en la possessió fins al 3 de desembre de 1304, quan passà a poder de Pere de Boïl i d'Aragó, majordom i tresorer de Jaume el Just. La família Boïl mantindria el senyoriu fins llur abolició pel Reial Decret del 2 de febrer de 1837.
Eclesiàsticament, Manises depengué de Paterna des del moment de la conquesta cristiana fins al 2 d'abril de 1370, quan el bisbe de València, Jaume d'Aragó, a instàncies de Felip Boïl i de la Scala, va independitzar la parròquia sota l'advocació de Sant Joan Baptista.
La seu del poder dels Boïl a Manises era el seu palau, popularment conegut com "El Castell". Aquest edifici era el resultat d'afegir diferents habitacles a una torre musulmana. Aquest edifici, que al llarg dels temps va esdevenir caserna de la Guàrdia Civil, va ser enderrocat als anys 1960s, junt amb dues cisternes musulmanes que hi havia a les seues rodalies.
Nicolau Primitiu fa derivar el vocable Manises de "Manices", paraula que significaria obrador o manufactura. Aleshores seria possible que la tradició de la indústria ceràmica al poble es remuntara a l'època musulmana. En tot cas, és clar que al segle xiv la ceràmica manisera ja estava adquirint fama internacional. Un important paper en el seu desenvolupament va jugar-lo la família Boïl. Pere de Boïl, ambaixador de Jaume II a Granada, portà a València artesans andalusos que introduïren a Manises les tècniques malaguenyes d'elaboració de ceràmica blava i daurada. El segle xv és considerat el segle d'or de la ceràmica de Manises.
Als segles XV i XVI Manises era un nucli de població amb cases baixes i alguns obradors adossats. Com a nota distintiva d'altres poblacions de l'època, a Manises hi havia un barri dedicat exclusivament a la industria -un polígon industrial avant-la-letre- que a les hores rebia el nom de Barri de les Olleries, al segle XXI anomenat Barri dels Obradors. És aquesta una època d'expansió de la ciutat, amb l'obertura del carrer Nou, idea personal de Pere de Boïl, XI Senyor de Manises.
L'expulsió dels moriscos no va tenir conseqüències tan dolentes a Manises com a altres llocs del país. Aquest col·lectiu només representava que un terç de la població i a més no tots varen marxar. La disminució va ser contrarestada per l'arribada de vassalls de Felip Albert Vidal. D'altra banda, al segle xvii apareix el Gremi de Mestres d'Obra i Terra.
El segle xviii va començar amb problemes per a la indústria cerámica manisera. A més de l'expulsió dels moriscos, va ser perjudicada per altres dos esdeveniments. Un va ser l'allunyament del País Valencià del comerç amb Amèrica. I l'altra va ser l'arribada de la dinastia dels Àustria, amb uns gustos diferents i que beneficiaren als productors de Talavera i Sevilla. La pèrdua del segment més refinat i exigent del públic per part de Manises, va fer que la seua producció s'orientara cap a productes d'ús quotidià, popular i utilitari. La producció de daurats donà pas a una decoració que incorpora la policromia i que pren influències de Sevilla i -en certa manera- de l'Alcora.
La nova església de Sant Joan Baptista i el Santíssim Sagrament -en construcció des de 1734- es va inaugurar el 14 d'agost de 1751. Aquest fet de la història del poble es celebra amb una festa -"la Translació"- i hi dona nom a un carrer.
Durant la Guerra del Francés, Manises va ser saquejada, amb pèrdua a més de vides humanes. Va ser la nit del 27 al 28 de juny de 1808, quan el Mariscal Moncey ordenà una batuda de càstig en represàlia per la derrota a l'Ermita de Sant Onofre de Quart de Poblet.
L'epidèmia de còlera de 1835 va matar 161 persones a Manises.
El 22 de maig de 1889 va inaugurar-se la connexió per ferrocarril fins al port de València, què facilità el comerç de la producció ceràmica i l'arribada de primeres matèries. L'enginyer redactor del projecte va ser el maniser Rafael Valls David.
La normativa fundacional de l'aeroport de Manises es va regular per l'Ordre de 30 de desembre de 1932. S'inaugurà en les festes falleres de 1933.

## Demografia
A data de 2023, Manises tenia 31.573 habitants (INE).
| any  | habitants |
| ---- | --------- |
| 1900 | 3.577     |
| 1910 | 4.076     |
| 1920 | 5.010     |
| 1930 | 6.667     |
| 1940 | 7.711     |
| 1950 | 9.173     |
| 1960 | 13.097    |
| 1970 | 19.945    |
| 1981 | 23.975    |
| 1991 | 24.453    |
| 2000 | 25.939    |
| 2010 | 30.508    |
| 2020 | 31.240    |
| 2023 | 31.573    |

## Política i govern

### Composició de la Corporació Municipal
El Ple de l'Ajuntament està format per 21 regidors. En les eleccions municipals de 26 de maig de 2019 foren elegits 6 regidors de l'Agrupació Progressista de Manises-Compromís Municipal (APM-Compromís), 5 del Partit Popular (PP), 4 del Partit Socialista del País Valencià (PSPV-PSOE), 3 de Ciutadans - Partit de la Ciutadania (Cs), 2 de Podem i 1 de Vox.
| Eleccions municipals de 26 de maig de 2019 - Manises |                                                        |                                     |                                     |         |          |          |
| Candidatura | Candidatura                                            | Candidatura                         | Cap de llista                       | Vots    | Vots     | Regidors |
| | Agrupament Progressista de Manises-Compromís Municipal |                                     | Jesús Maria Borràs Sanchis          | 3.824   | 25,46%   | 6 (+1)   |
| | Partit Popular                                         |                                     | Francisco Miguel Izquierdo Moreno   | 3.420   | 22,77%   | 5 (-1)   |
| | Partit Socialista del País Valencià-PSOE               |                                     | Pilar Molina Alarcón                | 2.679   | 17,84%   | 4 ()     |
| | Ciutadans - Partit de la Ciutadania                    |                                     | José Bustamante Luna                | 1.738   | 11,57%   | 3 (+2)   |
| | Podem                                                  |                                     | Rafael Mercader Martínez            | 1.316   | 8,76%    | 2 (-1)   |
| | Vox                                                    |                                     | Sergio Pastor Martínez              | 893     | 5,95%    | 1 (+1)   |
| | Altres candidatures                                    |                                     |                                     | 1.053   | 7,01%    | 0 ( -2)  |
| | Vots en blanc                                          |                                     |                                     | 98      | 0,65%    |          |
| Total vots vàlids i regidors | Total vots vàlids i regidors                           | Total vots vàlids i regidors        | Total vots vàlids i regidors        | 15.021  | 100 %    | 21       |
| | Vots nuls                                              | Vots nuls                           | Vots nuls                           | 103     | 0,69%    |          |
| Participació (vots vàlids més nuls) | Participació (vots vàlids més nuls)                    | Participació (vots vàlids més nuls) | Participació (vots vàlids més nuls) | 15.124  | 65,38%** |          |
| Abstenció | Abstenció                                              | Abstenció                           | Abstenció                           | 8.009*  | 34,62%** |          |
| Total cens electoral | Total cens electoral                                   | Total cens electoral                | Total cens electoral                | 23.133* | 100 %**  |          |
| Alcalde: Jesús Maria Borràs Sanchis (APM-Compromís) (15/06/2019) Per majoria absoluta dels vots dels regidors (12 vots: 6 d'APM-Compromís, 4 de PSPV i 2 de Podem) |                                                        |                                     |                                     |         |          |          |
| Fonts: JEC, JEZ València, M. Interior, Periòdic Ara. (* No són vots sinó electors. ** Percentatge respecte del cens electoral.)                                    |                                                        |                                     |                                     |         |          |          |

### Alcaldes
Des de 2015 l'alcalde de Manises és Jesús Maria Borràs Sanchis d'APM-Compromís.
| Període                       | Alcalde o alcaldessa                                | Partit polític | Data de possessió     | Observacions         |
| ----------------------------- | --------------------------------------------------- | -------------- | --------------------- | -------------------- |
| 1979–1983                     | Antoni Asunción Hernández                           | PSPV-PSOE      | 19/04/1979            | --                   |
| 1983–1987                     | Rafael Tos Viala                                    | PSPV-PSOE      | 28/05/1983            | --                   |
| 1987–1991                     | Rafael Tos Viala                                    | PSPV-PSOE      | 30/06/1987            | --                   |
| 1991–1995                     | Rafael Tos Viala                                    | PSPV-PSOE      | 15/06/1991            | --                   |
| 1995–1999                     | José Alberto Arnal Borrego                          | PSPV-PSOE      | 17/06/1995            | --                   |
| 1999–2003                     | Enrique Crespo Calatrava                            | PP             | 03/07/1999            | --                   |
| 2003–2007                     | Enrique Crespo Calatrava                            | PP             | 14/06/2003            | --                   |
| 2007–2011                     | Enrique Crespo Calatrava                            | PP             | 16/06/2007            | --                   |
| 2011–2015                     | Enrique Crespo Calatrava Francisco Izquierdo Moreno | PP             | 11/06/2011 09/02/2012 | Dimissió/renúncia -- |
| 2015–2019                     | Jesús Borràs Sanchis                                | APM-Compromís  | 13/06/2015            | --                   |
| 2019-2023                     | Jesús Borràs Sanchis                                | APM- Compromís | 15/06/2019            | --                   |
| Des de 2023                   | n/d                                                 | n/d            | 17/06/2023            | --                   |
| Fonts: Generalitat Valenciana |                                                     |                |                       |                      |

## Economia

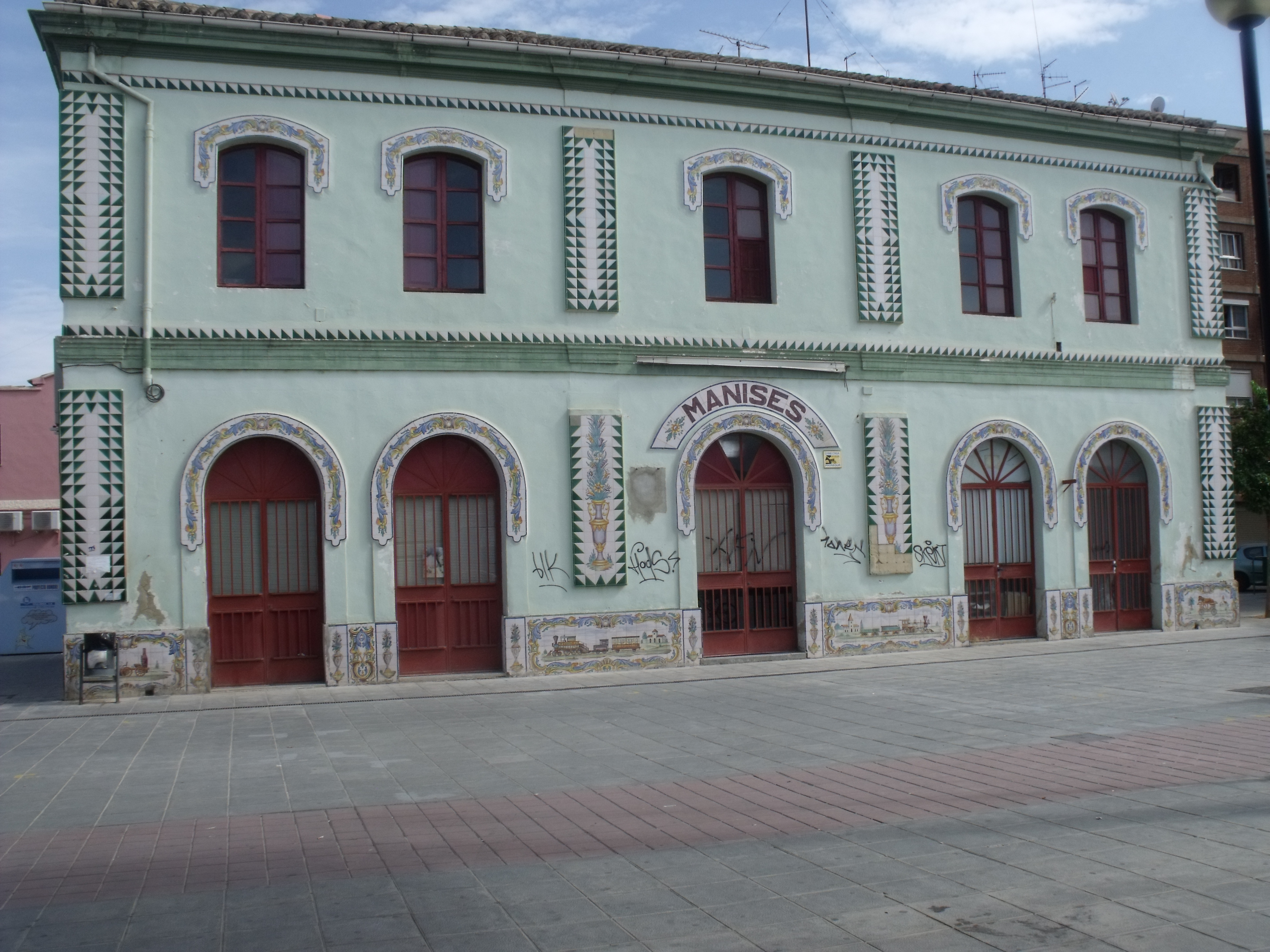
Antiga estació de Manises

### La ceràmica de Manises
Cal dedicar un capítol especial a la ceràmica manisera. Al començament del segle xiv, regnant Jaume el Just, el senyoriu de Manises fou adquirit per la família Boïl, que introduí en la seua nova possessió la ceràmica de reflexos importada dels musulmans andalusos, en especial de Màlaga.
La ceràmica manisera de reflexos daurats i blaus s'imposà en tot Europa fins finals del segle xvi, sent coneguda en moltes parts amb els noms de "obra de València" o "de Mallorca", per l'origen dels navegants que comerciaven amb ella.
Després de cobrir les necessitats de la corona aragonesa, la ceràmica s'exportava a França, Itàlia, i sobretot, a Nàpols, on Alfons el Magnànim volgué crear una cort brillant i luxosa. En ser un gran consumidor de ceràmica de Paterna i Manises, farà de Nàpols un acusat centre d'influència per a la resta de les corts italianes. Calixt III i Alexandre VI demanaren contínuament a València peces i taulells per a les sales del Vaticà. L'exportació es va estendre també a Sicília, Venècia, Turquia i Xipre, i fins i tot a Flandes i els països del Bàltic. Els palaus de totes les corts d'Europa s'enriquiren amb la ceràmica manisera. Molt pintors la reproduïren en les seues obres: així es pot veure en l'obra d'Humbert i Jan Van Eyck i en la taula central del tríptic de Hugo van der Goes que es conserva en el Museu dels Uffizi de Florència. En la capital de la Toscana existixen uns frescos de Ghirlandaio en els quals apareix la pisa morisco-valenciana.
El comerç de la ceràmica donà lloc a companyies d'exportadors, primer italianes, xipriotes i turques; després catalanes i mallorquines, que transportaven els taulells i diverses peces amb molta cura, embalades en grans gerres o cossis revestits de corda i palla. Del Grau de València eixien contínuament naus amb esta càrrega i es pagava un impost per l'eixida d'estos productes.
A Catalunya es conserven alguns exemplars destacats a la col·lecció de ceràmica de la Biblioteca Museu Víctor Balaguer de Vilanova i la Geltrú.

## Clima
| Mes             | Gen | Feb  | Mar  | Abr  | Mai  | Jun  | Jul  | Ago  | Set  | Oct  | Nov  | Des  | Any  |
| --------------- | --- | ---- | ---- | ---- | ---- | ---- | ---- | ---- | ---- | ---- | ---- | ---- | ---- |
| Mitjana màx. °C | 9   | 10,5 | 13,8 | 15,3 | 18,0 | 25,2 | 27,2 | 28,8 | 23,9 | 20,4 | 16,2 | 13,1 | 19,4 |
| Mitjana mín. °C | 0,8 | 4,3  | 7,5  | 9,9  | 11,2 | 13,5 | 15,0 | 17,0 | 15,9 | 12,4 | 9,7  | 5,6  | 8,3  |
| Pluges mm       | 58  | 46   | 29   | 50   | 58   | 39   | 28   | 24   | 29   | 56   | 58   | 70   | 556  |

## Monuments

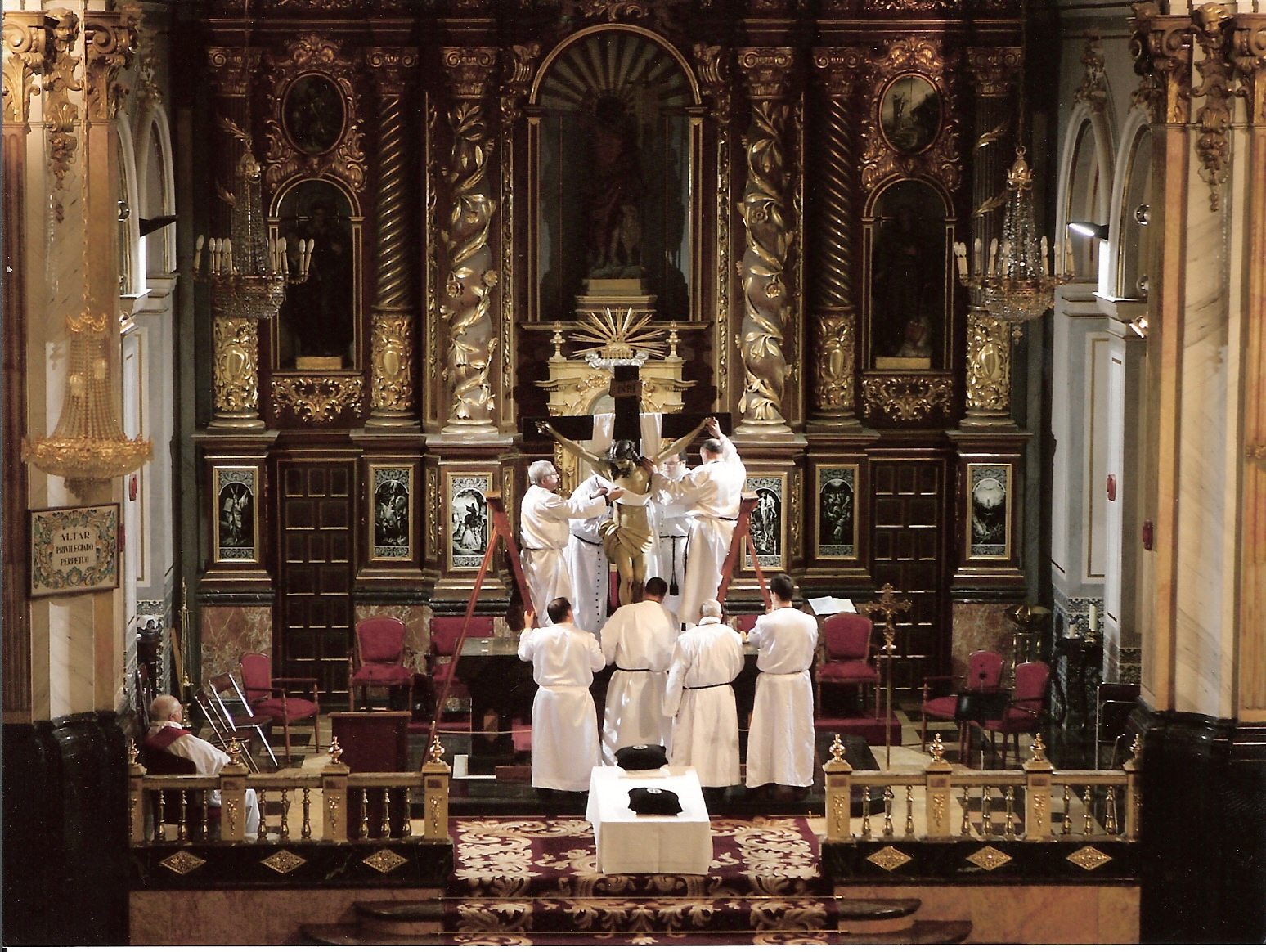
Interior de l'església parroquial

- Església de Sant Joan Baptista de Manises. Està dedicada a Sant Joan Baptista. L'actual temple va començar a construir-se en 1734, sent inaugurat el 1751. El vell temple va quedar abandonat per al culte i va començar a ser enderrocat el 1817. Es va respectar tan sols la capella de la Verge del Rosari. És d'estil neoclàssic, amb vestigis del barroc, la planta és de creu llatina, d'una sola nau, amb una gran cúpula d'estil romà d'Orient sobre el creuer i revestida de reflex metàl·lic per l'exterior, el retaule major és de 1951, d'estil barroquitzant.[12]

- Museu de Ceràmica de Manises. Inaugurat en 1969 i instal·lat en la casona llegada a l'Ajuntament per la família Casanova Dalfó-Sanchis Causa, s'hi exhibixen conjunts de rajoles dels segles XV i XVIII, de reflexos daurats, panells de rajoles, ceràmica popular i una sala-cuina d'estil típic valencià, imitació del segle xviii.

- Aqüeducte dels Arcs.

- Convent de clausura de Monges Carmelites, actual Casa de Cultura.[13]

- Són Béns d'Interés Cultural, els assuts de les séquies que passen pel municipi de Manises, que són:
  - Assut de la Séquia de Quart-Benàger-Faitanar
  - Assut de la Séquia de Mestalla
  - Assut de la Séquia de Mislata
  - Assut de la Reial Séquia de Montcada
  - Assut de la Séquia de Tormos

## Persones rellevants
- Vicent Vilar David (1889-1937): enginyer industrial i empresari, beatificat per l'Església Catòlica.
- José Gimeno Martínez (1889-1967): mestre ceramista.
- Vicent Martínez Català (1916-1965): futbolista i entrenador.
- José Sancho (1944-2013): actor.
- Felicidad Mota Moreno (1946): ceramista.
- Antoni Asunción (1951): polític i empresari.
- Claudio Barragán (1964): entrenador i exfutbolista.
- José Vicente Fuentes (1986): músic, director i compositor.

## Festes locals
- Cavalcada de la Ceràmica: 18 de juliol
- Santes Justa i Rufina: 19 de juliol